# Pierre-Louis Kühnen
Pour les articles homonymes, voir Kuhnen.
Pierre-Louis Kühnen (Aix-la-Chapelle, 14 février 1812 - Schaerbeek, 22 novembre 1877) est un artiste-peintre, graveur et lithographe paysagiste prussien.

## Biographie
Pierre-Louis Kühnen, né à Aix-la-Chapelle le 14 février 1812, est le fils de Simon Gerlach Kühnen, négociant et de son épouse, Anne Plum.
En 1836, il s'installe à Bruxelles. Il y était bien introduit dans les milieux mondains et a eu des élèves faisant partie de la haute société. Le roi Léopold Ier, lui-même, le choisit comme professeur de dessin pour sa fille Charlotte de Belgique (sœur du roi Léopold II). Il reste à ce poste jusqu'en 1857, date du mariage de la princesse avec l'archiduc Maximilien Ier d'Autriche. Il a aussi donné de nombreux cours privés à l'artiste-peintre Anna Boch et à la peintre paysagiste Hubertina Kuhnen-Beekers.
Il a présenté ses œuvres à de nombreuses expositions en Belgique, en Europe et en Amérique. Ses toiles sont présentes dans les musées de Bruxelles et d'Aix-la-Chapelle.
Il était président de la Société des artistes belges.

## Style artistique
Pierre-Louis Kühnen est un peintre principalement paysagiste. Il peignait dans un style classique, privilégiant des sujets pittoresques.

## Sélection d'œuvres
- Le Moulin et les Restes du Manoir, huile sur toile, 1851.
- Paysage boisé, huile sur toile, 1851.
- Paysage, clair de lune, huile sur toile, 1853.
- Paysage, effet de soleil couchant, huile sur toile, 1854.
- La cabane près de la ruine ; effet d'orage, huile sur toile, 1867.
- Paysage et animaux, huile sur toile, 1867.
- Mare à la lisière du bois, huile sur toile, 1870.

## Distinctions
Les distinctions suivantes lui ont été attribuées :
- Chevalier de l'ordre de Léopold en 1856 (Belgique) ;
- Chevalier de l'ordre de Notre-Dame de Guadalupe en 1865 (Mexique) ;
- Médaille vermeille au Salon de Bruxelles de 1942 ;
- Médaille d'or au Salon de Bruxelles de 1857 ;
- Médaille d'or à l'Exposition universelle de 1855 à Paris ;
- Médaille 1ère classe à l'Exposition internationale de Porto.

## Illustrations

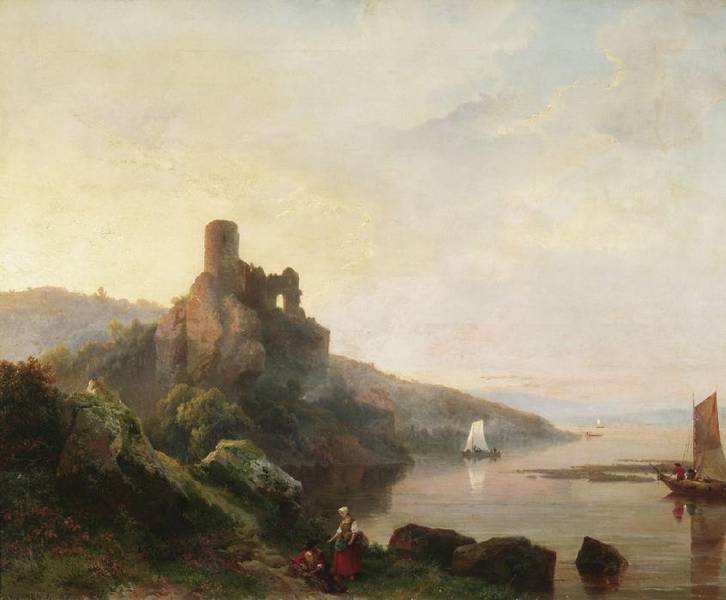
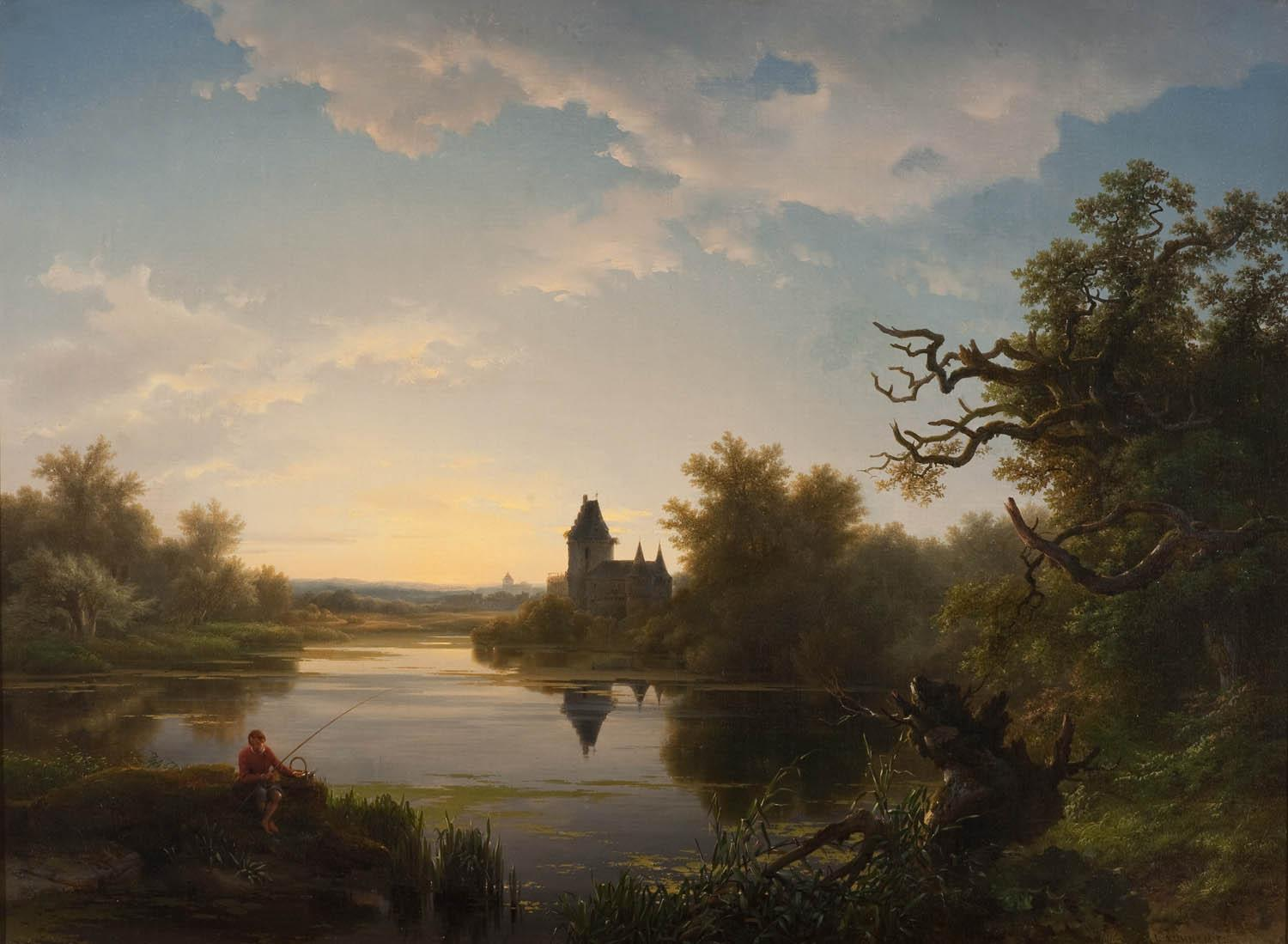